# Dzierzkowice-Wola
Dzierzkowice-Wola – wieś w Polsce położona w województwie lubelskim, w powiecie kraśnickim, w gminie Dzierzkowice.
| SIMC    | Nazwa  | Rodzaj    |
| ------- | ------ | --------- |
| 1019906 | Grobla | część wsi |

W latach 1975–1998 miejscowość administracyjnie należała do ówczesnego województwa lubelskiego.
Miejscowość należy do Parafii pod wezwaniem św. Stanisława i św. Marii Magdaleny w Dzierzkowicach.
Wieś stanowi sołectwo gminy Dzierzkowice. Według Narodowego Spisu Powszechnego (III 2011 r.) wieś liczyła 567 mieszkańców.
Według spisu powszechnego z roku 1921 miejscowość Dzierzkowice posiadała 385 domów i 3461 mieszkańców, Dzierzkowice Majorackie – folwark, 8 domów i 80 mieszkańców.